# Аре (Падова)
Аре (итал. Arre) је насеље у Италији у округу Падова, региону Венето.
Према процени из 2011. у насељу је живело 1327 становника. Насеље се налази на надморској висини од 4 м.

## Становништво
Према резултатима пописа становништва 2011. у општини је живело 2.191 становника.
| 1931. | 1936. | 1951. | 1961. | 1971. | 1981. | 1991. | 2001. | 2011. |
| ----- | ----- | ----- | ----- | ----- | ----- | ----- | ----- | ----- |
| 2.954 | 3.017 | 2.975 | 2.275 | 2.006 | 1.984 | 1.977 | 2.029 | 2.191 |

## Партнерски градови
- Warmeriville